# Kardszárnyú delfinek
A kardszárnyú delfinek (Orcinus) az emlősök (Mammalia) osztályának párosujjú patások (Artiodactyla) rendjébe, ezen belül a delfinfélék (Delphinidae) családjába tartozó nem.
A hagyományos rendszerezés szerint a ma is élő Orcinus és az Orcaella nemek alkotják együtt az Orcininae nevű alcsaládot; azonban ezzel egyes rendszerezők nem értenek egyet, és az Orcaella-t áthelyeznék a Globicephalinae alcsaládba, az Orcinus-t pedig incertae sedis állapotban tartanák; legalábbis egyelőre.

## Rendszerezés
A nembe az alábbi 1 élő faj és 3 fosszilis faj tartozik:
- †Orcinus citoniensis Capellini, 1883 - késő pliocén-kora pleisztocén, Olaszország, Anglia[2]
- †Orcinus meyeri (Brandt, 1873) - kora miocén; Németország
- kardszárnyú delfin (Orcinus orca) (Linnaeus, 1758) - típusfaj és az egyetlen ma is élő faj; pliocén-jelen; Világszerte
- †Orcinus paleorca (Matsumoto, 1937) - szin: Orca paleorca Matsumoto, 1937; középső pleisztocén; Japán

### Fordítás
- Ez a szócikk részben vagy egészben  az   Orcinus című angol Wikipédia-szócikk ezen változatának fordításán alapul.  Az eredeti cikk szerkesztőit annak laptörténete sorolja fel. Ez a jelzés csupán a megfogalmazás eredetét és a szerzői jogokat jelzi, nem szolgál a cikkben szereplő információk forrásmegjelöléseként.